# Mistrzostwa Świata Kobiet w Biegach Ulicznych 1989
7. Mistrzostwa Świata Kobiet w Biegach Ulicznych – zawody lekkoatletyczne zorganizowane pod egidą IAAF w Rio de Janeiro w 1989 roku. Rywalizowano w biegu na dystansie 15 kilometrów. 

## Rezultaty
| Konkurencja:  | 1. miejsce   | Rezultat | 2. miejsce   | Rezultat | 3. miejsce   | Rezultat |
| Indywidualnie | Wang Xiuting | 49:34    | Zhong Huandi | 49:44    | Aurora Cunha | 50:06    |
| Drużynowo     | Chiny        | 10 pkt.  | Portugalia   | 15 pkt.  | ZSRR         | 24 pkt.  |